# Leichtathletik-Europameisterschaften 2006/400 m Hürden der Frauen

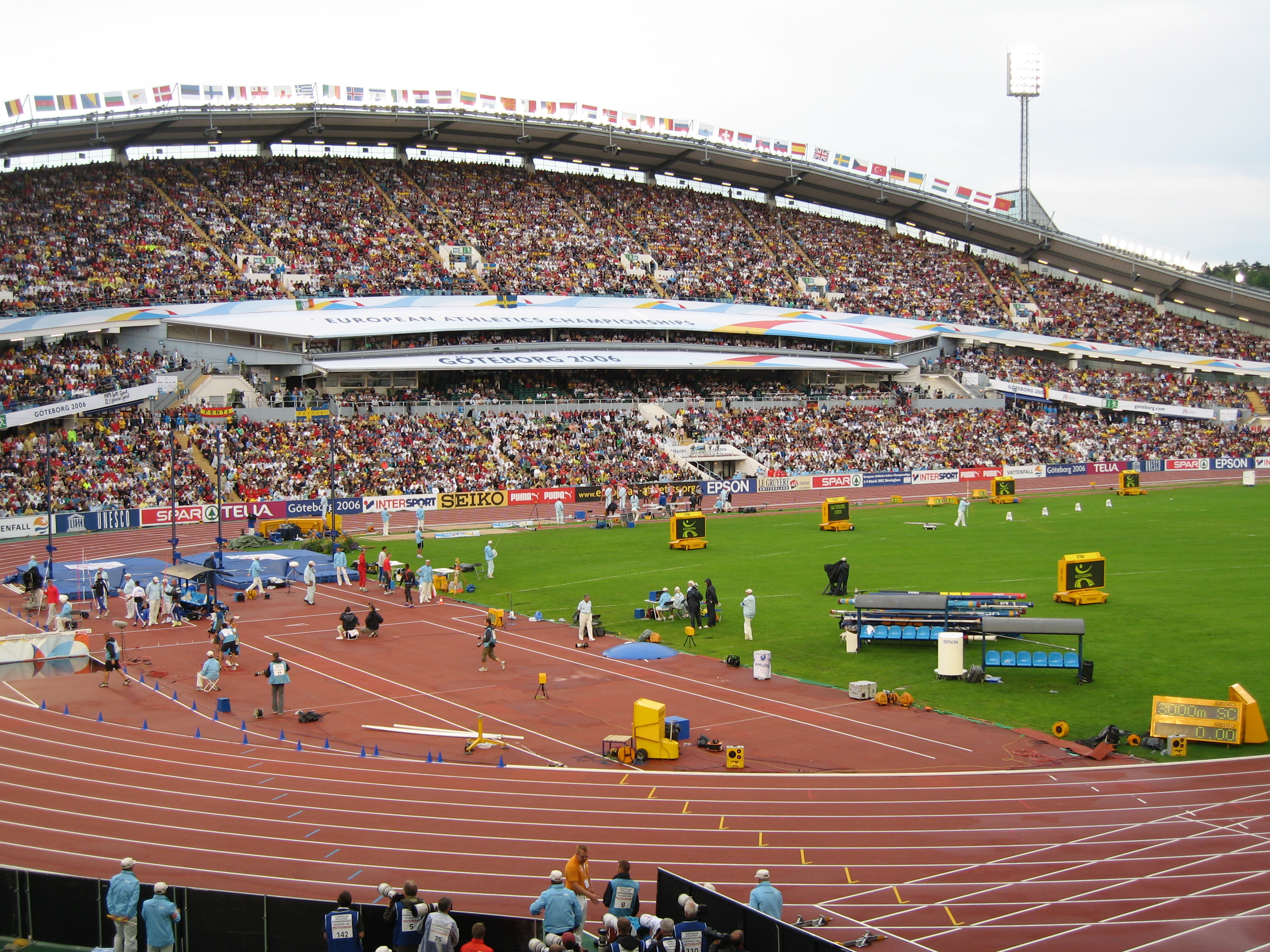
Das Ullevi-Stadion in Göteborg während der Europameisterschaften 2006

Der 400-Meter-Hürdenlauf der Frauen bei den Leichtathletik-Europameisterschaften 2006 wurde vom 7. bis 9. August 2006 im Ullevi-Stadion der schwedischen Stadt Göteborg ausgetragen.
Europameisterin wurde die Russin Jewgenija Issakowa. Die griechische Olympiasiegerin von 2004 Faní Halkiá errang die Silbermedaille. Bronze ging an die Olympiadritte von 2004 Tetjana Tereschtschuk-Antipowa aus der Ukraine.

## Bestehende Rekorde
| Weltrekord           | 52,34 s | Julija Petschonkina | Tula, Russland               | 8. August 2003  |
| rEuroparekord        | 52,34 s | Julija Petschonkina | Tula, Russland               | 8. August 2003  |
| Meisterschaftsrekord | 53,32 s | Marina Stepanowa    | EM Stuttgart, BR Deutschland | 30. August 1986 |

Der bestehende EM-Rekord wurde bei diesen Europameisterschaften nicht erreicht. Die schnellste Zeit erzielte die russische Europameisterin Jewgenija Issakowa im Finale mit 53,93 s, womit sie 61 Hundertstelsekunden über dem Rekord blieb. Zum Welt- und Europarekord fehlten ihr 98 Hundertstelsekunden.

## Vorrunde
Die Vorrunde wurde in vier Läufen durchgeführt. Die ersten vier Athletinnen pro Lauf – hellblau unterlegt – sowie die darüber hinaus vier zeitschnellsten Läuferinnen – hellgrün unterlegt – qualifizierten sich für das Halbfinale.

### Vorlauf 1
7. August 2006, 11:40 Uhr
| Platz | Name                           | Nation       | Zeit (s) |
| ----- | ------------------------------ | ------------ | -------- |
| 1     | Tetjana Tereschtschuk-Antipowa | Ukraine      | 55,47    |
| 2     | Anastasija Trifonowa           | Russland     | 56,10    |
| 3     | Zuzana Hejnová                 | Tschechien   | 56,29    |
| 4     | Hristína Hantzí-Neag           | Griechenland | 56,80    |
| 5     | Cora Olivero                   | Spanien      | 57,08    |
| 6     | Sara Orešnik                   | Slowenien    | 57,50    |
| 7     | Dora Jémaa                     | Frankreich   | 57,94    |
| 8     | Özge Gürler                    | Türkei       | 58,39    |

### Vorlauf 2
7. August 2006, 11:48 Uhr
| Platz | Name                 | Nation         | Zeit (s) |
| ----- | -------------------- | -------------- | -------- |
| 1     | Faní Halkiá          | Griechenland   | 55,42    |
| 2     | Natalja Iwanowa      | Russland       | 55,55    |
| 3     | Andri Sialou         | Zypern         | 55,87    |
| 4     | Lee McConnell        | Großbritannien | 56,02    |
| 5     | Erica Mårtensson     | Schweden       | 56,75    |
| 6     | Agnieszka Karpiesiuk | Polen          | 57,65    |
| 7     | Nikolina Horvat      | Kroatien       | 57,95    |
| 8     | Martina Naef         | Schweiz        | 58,08    |

### Vorlauf 3

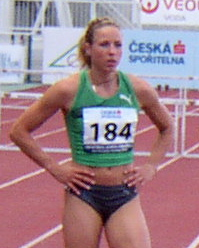
Zuzana Bergrová wurde Siebte ihres Vorlaufs und schied damit aus
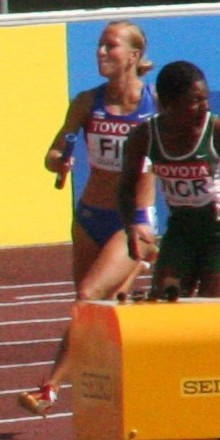
Ilona Ranta (links) erreichte in ihrem Vorlauf nicht das Ziel

7. August 2006, 11:56 Uhr
| Platz | Name                | Nation         | Zeit (s) |
| ----- | ------------------- | -------------- | -------- |
| 1     | Jewgenija Issakowa  | Russland       | 55,21    |
| 2     | Tasha Danvers-Smith | Großbritannien | 55,64    |
| 3     | Angela Moroșanu     | Rumänien       | 55,74    |
| 4     | Marta Chrust-Rożej  | Polen          | 56,90    |
| 5     | Michelle Carey      | Irland         | 57,61    |
| 6     | Nadja Petersen      | Schweden       | 57,90    |
| 7     | Zuzana Bergrová     | Tschechien     | 58,64    |
| DNF   | Ilona Ranta         | Finnland       |          |

### Vorlauf 4
7. August 2006, 12:04 Uhr
| Platz | Name                     | Nation         | Zeit (s) |
| ----- | ------------------------ | -------------- | -------- |
| 1     | Anna Jesień              | Polen          | 55,46    |
| 2     | Anastassija Rabtschenjuk | Ukraine        | 55,76    |
| 3     | Claudia Marx             | Deutschland    | 56,04    |
| 4     | Alena Rücklová           | Tschechien     | 56,44    |
| 5     | Benedetta Ceccarelli     | Italien        | 57,12    |
| 6     | Laia Forcadell           | Spanien        | 57,81    |
| 7     | Anneli Melin             | Schweden       | 58,00    |
| 8     | Emma Duck                | Großbritannien | 58,03    |

## Halbfinale
Aus den beiden Halbfinalläufen qualifizierten sich die jeweils ersten vier Athletinnen – hellblau unterlegt – für das Finale.

### Lauf 1

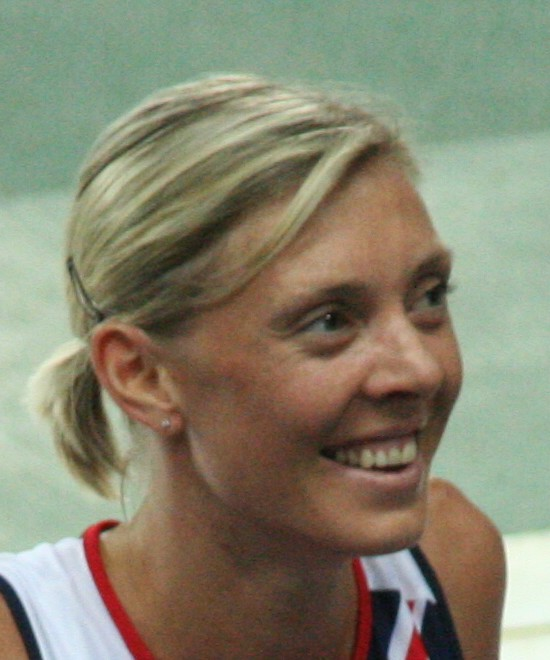
Lee McConnell erreichte als Fünfte ihres Halbfinallaufs nicht das Finale

8. August 2006, 19:15 Uhr
| Platz | Name                     | Nation         | Zeit (s) |
| ----- | ------------------------ | -------------- | -------- |
| 1     | Faní Halkiá              | Griechenland   | 54,57    |
| 2     | Claudia Marx             | Deutschland    | 54,80    |
| 3     | Anna Jesień              | Polen          | 54,87    |
| 4     | Anastassija Rabtschenjuk | Ukraine        | 55,25    |
| 5     | Lee McConnell            | Großbritannien | 55,61    |
| 6     | Andri Sialou             | Zypern         | 55,75    |
| 7     | Anastasija Trifonowa     | Russland       | 56,02    |
| 8     | Alena Rücklová           | Tschechien     | 56,24    |

### Lauf 2

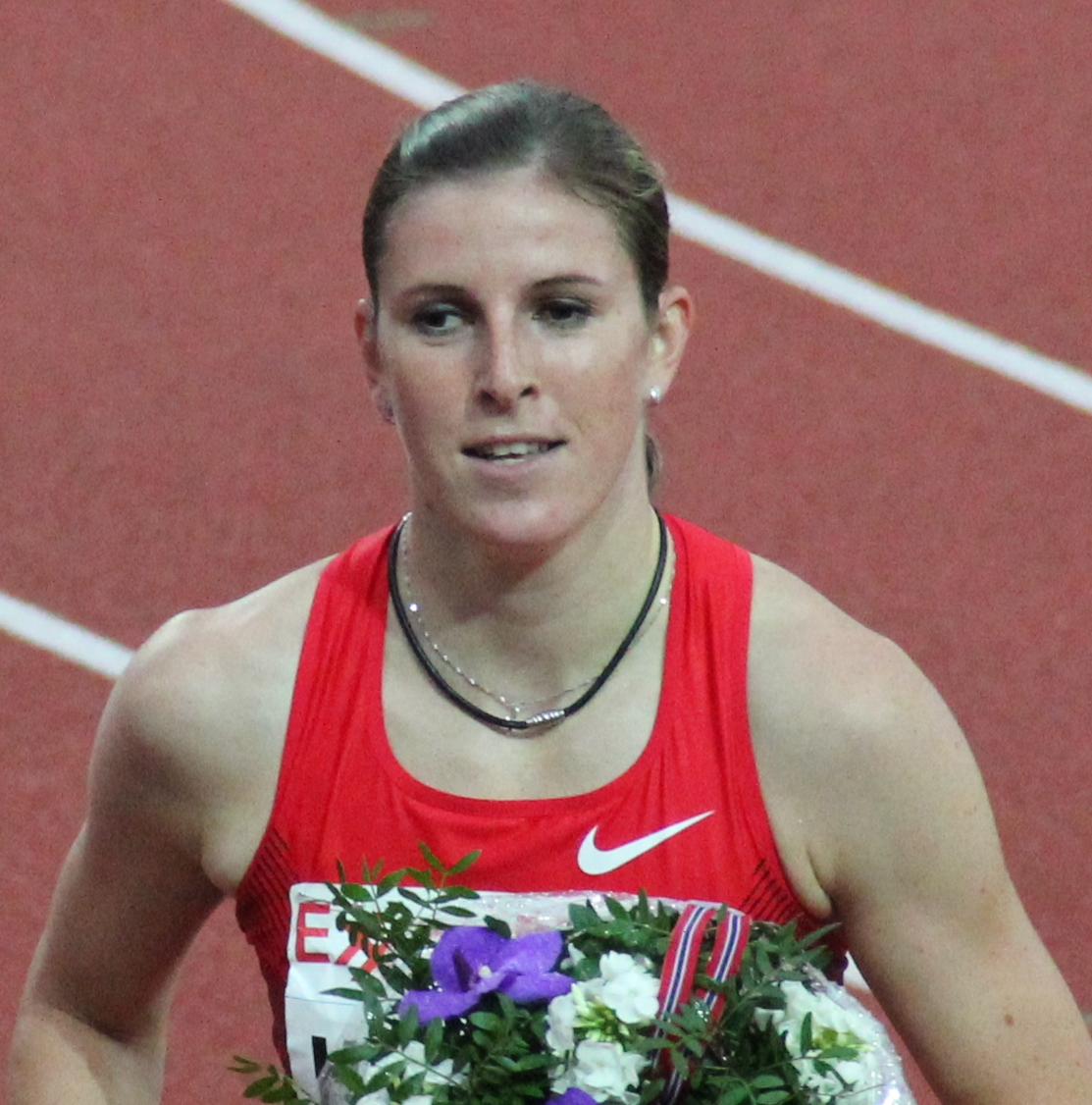
Zuzana Hejnová verpasste das Finale als Fünfte ihres Semifinalrennens um fünf Hundertstelsekunden
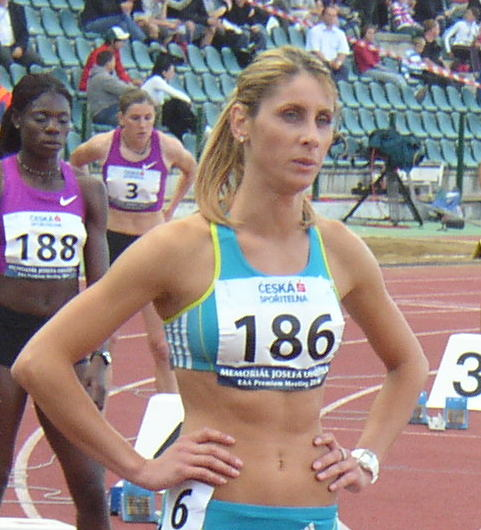
Angela Moroșanu schied als Achte ihres Halbfinallaufs aus

8. August 2006, 19:23 Uhr
| Platz | Name                           | Nation         | Zeit (s) |
| ----- | ------------------------------ | -------------- | -------- |
| 1     | Jewgenija Issakowa             | Russland       | 54,17    |
| 2     | Tetjana Tereschtschuk-Antipowa | Ukraine        | 54,39    |
| 3     | Tasha Danvers-Smith            | Großbritannien | 55,14    |
| 4     | Natalja Iwanowa                | Russland       | 55,34    |
| 5     | Zuzana Hejnová                 | Tschechien     | 56,39    |
| 6     | Erica Mårtensson               | Schweden       | 56,91    |
| 7     | Hristína Hantzí-Neag           | Griechenland   | 57,31    |
| 8     | Angela Moroșanu                | Rumänien       | 57,78    |

## Finale

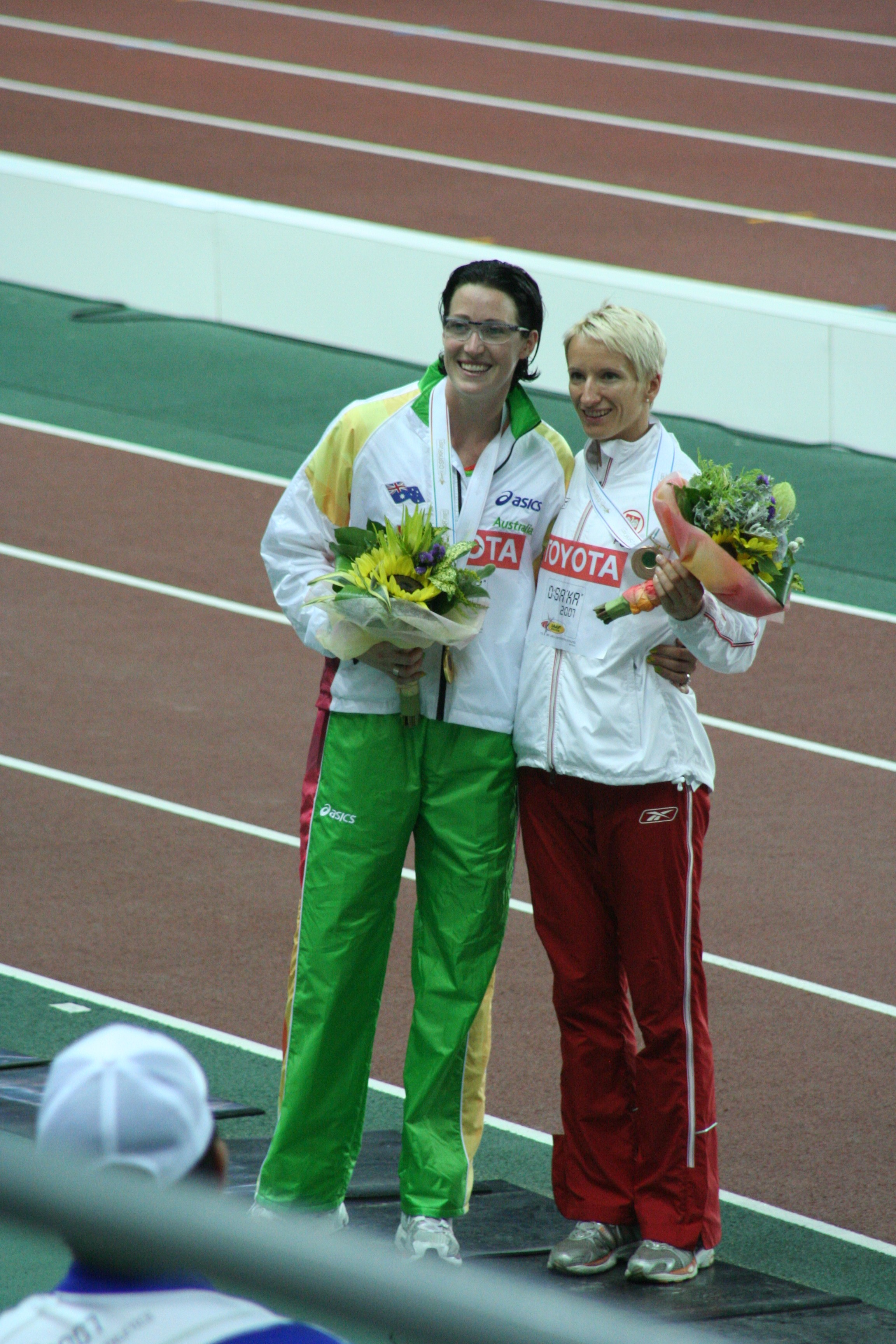
Die WM-Vierte von 2005 Anna Jesień (rechts) belegte Rang sechs
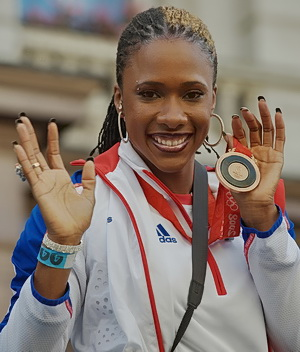
Tasha Danvers, Achte dieses Finales

9. August 2006, 20:30 Uhr
| Platz | Name                           | Nation         | Zeit (s) |
| ----- | ------------------------------ | -------------- | -------- |
| 1     | Jewgenija Issakowa             | Russland       | 53,93    |
| 2     | Faní Halkiá                    | Griechenland   | 54,02    |
| 3     | Tetjana Tereschtschuk-Antipowa | Ukraine        | 54,55    |
| 4     | Claudia Marx                   | Deutschland    | 54,99    |
| 5     | Natalja Iwanowa                | Russland       | 55,04    |
| 6     | Anna Jesień                    | Polen          | 55,16    |
| 7     | Tasha Danvers-Smith            | Großbritannien | 55,56    |
| 8     | Anastassija Rabtschenjuk       | Ukraine        | 55,74    |

## Videolink
- 2006 European Championships Women's 400m Hurdles, youtube.com, abgerufen am 31. Januar 2023